# François-Georges Dreyfus
Pour les articles homonymes, voir Dreyfus.
François-Georges Dreyfus, né le 13 septembre 1928 à Paris, où il est mort le 25 septembre 2011 à l’hôpital Saint-Joseph,, est un historien et politologue français.
Professeur d'histoire et de science politique à l'université de Strasbourg, puis à l'université Paris IV-Sorbonne, il est l'auteur de nombreux ouvrages sur l'Allemagne contemporaine et sur la France du XXe siècle.
Il a dirigé l'Institut d'études politiques de Strasbourg (1969-1980), le Centre d'études germaniques et l'Institut des hautes études européennes (1980-1992).
Défenseur de l'orthodoxie luthérienne, il a été président du conseil presbytéral de l'église luthérienne des Billettes. Gaulliste depuis son adhésion au RPF en 1947, il était politiquement engagé à droite.

## Jeunesse et itinéraire personnel
Issu d'une famille alsacienne de confession juive, François-Georges Dreyfus avait onze ans quand éclata la Seconde Guerre mondiale. Il se convertit au protestantisme après guerre. Cette appartenance religieuse explique en grande partie la double direction donnée à ses recherches, sur l'Allemagne contemporaine et les questions religieuses. Parmi les professeurs qui l´ont marqué, il cite les noms de Pierre Renouvin, Jean-Baptiste Duroselle et André Siegfried. Sous l'impulsion de Fernand Braudel et d'Ernest Labrousse, il oriente sa carrière vers l'étude de l'histoire du monde germanique.

## Carrière universitaire
Après la guerre, François-Georges Dreyfus commence ses études en Sorbonne puis à l'université Johannes Gutenberg de Mayence. Agrégé d’histoire en 1953, année de son mariage avec Nicole Fourment, il devient enseignant au Lycée Fustel-de-Coulanges de Strasbourg, poste qu'il occupe jusqu'en 1958. Son passage de trois ans au CNRS le mène ensuite à se spécialiser dans l’histoire du XXe siècle et dans la science politique, et à soutenir deux thèses de doctorat, l'une sur La Société urbaine en Rhénanie et particulièrement à Mayence dans la seconde moitié du XVIIIe siècle, et l'autre sur Les Élections législatives en Alsace, 1919-1936 (1968).
Il est ensuite professeur à l'université de Strasbourg puis à la Sorbonne ; à sa retraite il devient professeur émérite de l'université Paris IV-Sorbonne. Il a dirigé l'Institut d'études politiques de Strasbourg, l'Institut des hautes études européennes et le Centre d'études germaniques.
Il est l'auteur de nombreux ouvrages de synthèse, notamment sur l'histoire de l'Allemagne des XIXe et XXe siècles.

## Débats sur ses ouvrages
La publication en 1990 d'une Histoire de Vichy, qui se réfère partiellement aux travaux de l'écrivain Robert Aron, vise à réhabiliter partiellement le rôle joué par l'État français. Sans aller jusqu'à réactiver totalement la thèse d'un « double jeu » de Vichy, François-Georges Dreyfus tend à souligner l'importance et la réalité des forces d'opposition à l'occupant présentes au sein de l'entourage même du maréchal Pétain (Dreyfus s'attache particulièrement au cas de l'amiral François Darlan) et qui constituèrent, selon lui, dès 1940 un frein à l'effort de collaboration. Il estime également que la politique économique de Vichy a préparé l'avènement des Trente Glorieuses.
Si certains critiques trouvent l'ouvrage « stimulant » pour alimenter un débat historiographique non clos, ils n'en pointent pas moins la partialité de l'auteur, ses inexactitudes ainsi que le traitement plus événementiel qu’analytique de l'ouvrage.
Divergeant fortement des conclusions de Robert O. Paxton, qui renouvela l'analyse historique de Vichy dans les années 1970 en dénonçant précisément la thèse du « double-jeu », cet ouvrage a été vivement critiqué dès sa publication : Henry Rousso y voit un manque de « rigueur intellectuelle » et de « déontologie universitaire ». Paxton écrit à ce sujet en 1997 « Le livre de François-Georges Dreyfus […] est une tentative pour ressusciter la thèse du bouclier et du double jeu développée par Robert Aron dans les années 1950. Quand bien même ce livre n'aurait pas été l'objet d'une condamnation judiciaire pour plagiat, son usage tendancieux des preuves documentaires en fait un ouvrage plus polémique que scientifique. »
L'historienne Michèle Cointet a dressé un compte-rendu de l'ouvrage, soulignant que l'ouvrage n'est pas un travail de recherche universitaire mais plutôt un ouvrage destiné au grand public cultivé.
Son Histoire de la Résistance, parue en 1996 et préfacée par l'abbé de Naurois a également été critiquée par certains, l’ouvrage étant qualifié d’« apologie de Vichy » par l'historien britannique Julian T. Jackson, ou encore de « livre hâtif et partisan » par l'historien français Olivier Wieviorka. L'Express estime toutefois que cet ouvrage « insiste, de manière souvent neuve et avec un grand souci d'objectivité, sur la diversité des idéologies à l'intérieur du mouvement, du marxisme au nationalisme, et sur le rôle fédérateur de De Gaulle ».
En outre, certains des livres de François-Georges Dreyfus ont été décriés par Jacques Ridé pour leurs « inexactitudes » (il relève ainsi 258 erreurs sur les titres en allemand dans un seul ouvrage, ainsi que des « chiffres erronés » et des erreurs de dates), et leur biais idéologique. Selon l'historien Henry Rousso, François-Georges Dreyfus est caractéristique des révisions « infondées » de l’Histoire par le courant national-populiste. Pour Vingtième Siècle. Revue d'histoire, il est « parfois plus polémiste qu’historien », et « des erreurs surprenantes traduisent un manque de familiarité avec le sujet traité et une hâte préjudiciable à la qualité de l’ouvrage. »
Louis Arenilla estime cependant que son étude sur Le IIIe Reich (1998) constitue « une bonne synthèse » sur le sujet.
François-Georges Dreyfus affirmait que s'il a pu survivre en tant que juif dans la zone libre au Sud-Est de la France, c'est parce que Pétain, plutôt que de fuir vers Alger, ce qui aurait fait sa gloire, a plutôt choisi de maintenir le régime de Vichy.

## Condamnation pour plagiat
François-Georges Dreyfus est condamné en 1992 pour « contrefaçon partielle » (qualification juridique du plagiat d'auteur) de l'historien Pascal Ory : Il avait recopié mot pour mot des passages d’un ouvrage de ce dernier. Plusieurs historiens ont relevé, preuves à l'appui, d'autres plagiats, y compris dans d’autres ouvrages de François-Georges Dreyfus. L'écrivain Pierre Assouline parlera à ce propos de « cynisme de la photocopie ». En conséquence, les Presses universitaires de France ont décidé de mettre fin à leurs relations avec lui.
François-Georges Dreyfus a pour sa part reconnu des emprunts, qu'il impute, par « maladresse et imprudence », à l'usage de photocopies destinées à des cours.

## Engagement politique
Engagé à droite, François-Georges Dreyfus fut adhérent au RPF dès novembre 1947, et ne démentit jamais son attachement aux idées gaullistes. Il fut ainsi secrétaire départemental pour le Bas-Rhin de l’Union démocratique du travail (UDT) en 1958, et à partir de 1961, de l’Union pour la nouvelle République (UNR), puis membre du comité central de l’UDR de 1965 à 1975. À cette date, il devint adjoint au maire de Strasbourg chargé des Affaires culturelles.
En juin 1987, il signe un appel d'universitaires en faveur de la réforme du Code de la nationalité, lancé par Maurice Boudot, Michel Crouzet, Claude Polin, Claude Rousseau et Jacques Robichez.
François-Georges Dreyfus a été longtemps membre du Club de l'horloge — cercle de réflexion qui a entretenu des rapports épisodiques avec la « Nouvelle Droite » dans les années 1970 — et militant au RPR. Il a participé à des conférences du Club de l'horloge. Il fut également sympathisant du mouvement royaliste (en particulier de Restauration nationale), au sein duquel il a prononcé des conférences.
Après les élections de 1997, il regrette publiquement que l’« on [ait] diabolisé l'extrême droite », et écrit que « faire élire un socialiste ou un communiste pour barrer la voie au F.N., c'est accélérer la marche de la France vers la soviétisation » reprochant, dans le même texte, à Jacques Chirac son discours de juillet 1995 où il reconnaissait le rôle du régime de Vichy dans la rafle du Vélodrome d'Hiver.

## Autres activités
François-Georges Dreyfus a présidé le conseil presbytéral des Billettes, à Paris, dans le 4e arrondissement.
Il a collaboré régulièrement à La Nouvelle Revue d'histoire de Dominique Venner et a présenté un Libre Journal sur Radio Courtoisie de 1995 à sa mort. Il participait également à la rédaction d'articles de la revue catholique traditionaliste La Nef.

## Publications
- (avec Aline Coutrot) Les Forces religieuses dans la société française, Paris, 1966, présentation en ligne.
- Sociétés et Mentalités à Mayence dans la deuxième moitié du XVIIIe siècle, Paris, 1968.
- Le Syndicalisme allemand contemporain, Paris, 1968.
- La Vie politique en Alsace 1919-1936, Éditions Colin, Paris, 1969.
- Le Temps des révolutions, Livre de poche, 1968 et Éditions Larousse, Paris, 1974.
- Histoire des Allemagnes, Paris, 1972.
- « L'Action française en Alsace », Études maurrassiennes, Aix-en-Provence, vol. 3,‎ 1974, p. 55-68
- Histoire des gauches en France, Paris, 1975.
- Le Nationalisme allemand 1850-1920, Revue d'Allemagne 1976, Fascicule numéro 1.
- Histoire de l’Alsace, Éditions Hachette, Paris, 1979.
- Robert Minder, Revue d’Allemagne XII, 1980, p. 440.
- De Gaulle et le Gaullisme, Éditions PUF, Paris, 1982.
- Réformisme et Révisionnisme dans les socialismes français, allemand et autrichien, Paris, 1984.
- Des évêques contre le pape, Paris, 1985.
- Les Allemands entre l'Est et l'Ouest, Éditions Albatros, Paris, 1988, présentation en ligne.
- Histoire de la démocratie chrétienne en France : De Chateaubriand à Raymond Barre, Éditions Albin Michel, Paris, 1988.
- L’Allemagne contemporaine : 1815-1990, Éditions PUF, Paris, 1991, présentation en ligne.
- Le Scoutisme : Quel type d’homme ? Quel type de femme ? Quel type de chrétien ?, Témoignages, Édition du Cerf, 1994.
- L’Unité allemande, Que sais-je ? Éditions PUF, Paris, 1996, présentation en ligne.
- Histoire de la Résistance, 1940-1945, préface de l’abbé de Naurois, Éditions de Fallois, Paris, 1996, présentation en ligne.
- Le IIIe Reich, Livre de poche, Éditions LGF - Livre de Poche, Paris, 1998, présentation en ligne.
- De la révolution au monde contemporain, avec Albert Jourdin et Pierre Thibault, Éditions Larousse, Paris, 1998.
- Religion, Société et Culture en Allemagne du XIXe siècle - Regards sur l'Histoire, Éditions Sedes, Paris, 2001.
- 1919-1939 : L’Engrenage, Éditions de Fallois, Paris, 2002.
- Histoire de Vichy, Éditions de Fallois, Paris, 2004 (première édition en 1990), présentation en ligne.
- Une histoire de la Russie : Des origines à Vladimir Poutine, Éditions de Fallois, Paris, 2005.
- Le Patriotisme des Français sous l’Occupation (direction), Éditions de Paris, 2005.

## Distinctions

### Décorations
- Officier de la Légion d'honneur
- Chevalier de l'ordre national du Mérite
- Commandeur de l'ordre des Palmes académiques
- Officier de la Couronne de Belgique
- Croix d'officier de l'ordre du Mérite de la République fédérale d'Allemagne[25] ;

### Prix
- Prix Marie-Eugène Simon-Henri-Martin 1975 de l'Académie française pour son Histoire des gauches en France[31].
- Prix Renaissance des lettres 1997 pour l'ensemble de son œuvre[32].
- Prix Jean-Sainteny 2002 de l'Académie des sciences morales et politiques pour 1919-1939. L'Engrenage[33].
- Prix Jean-Ferré 2011 pour l'ensemble de son œuvre.

## Dans la fiction
Dans le roman de Frédéric Deslauriers (sorti en 2011 juste avant la mort de François-Georges Dreyfus), Les Deux-Cents jours de Marine Le Pen, où Marine Le Pen gagne l'élection présidentielle de 2012, il devient Ministre des Affaires étrangères.